# Estée Lauder Companies
Estée Lauder è una delle più grandi aziende nel mercato dei cosmetici, dei profumi e dei prodotti per la cura della pelle e dei capelli. Fondata nel 1946 a New York, dove ha tuttora la sede principale, da Joseph Lauder ed Estée Lauder, ha circa 28.500 dipendenti e un fatturato di 7 miliardi di dollari.

## Storia

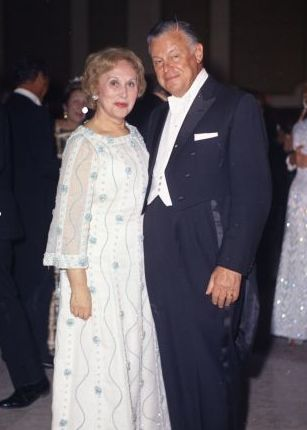
I fondatori Estée Lauder e Joseph H. Lauder nel 1971

La compagnia viene aperta nel 1946 da Joseph Lauder e la moglie Estée a New York, inizialmente commercializzando soltanto quattro prodotti. Nei 15 anni successivi la produzione viene ampliata su diversi prodotti di cosmetica e profumi, e finalmente nel 1960 i prodotti di Esteé Lauder cominciano ad essere esportati al di fuori degli Stati Uniti. Inizialmente viene aperto un negozio all'interno di Harrods a Londra, e l'anno seguente un ufficio a Hong Kong.
Nel 1967 Estée Lauder è stata premiata da l'Albert Einstein College of Medicine nel 1968, come riconoscimento dei risultati ottenuti nel mondo del commercio. Lo stesso anno viene aperto Clinique Laboratories, la prima azienda di cosmetici e profumi dermatologicamente testati. Dal 1981 i prodotti Estée Lauder vengono esportati anche in Unione Sovietica.
Dal luglio 2012 alla guida del gruppo l'italiano Fabrizio Freda, il primo manager esterno a prendere in mano Estée Lauder, gestita fino ad allora direttamente dall'omonima famiglia, in particolare da Leonard Lauder e dal figlio William. Il 31 ottobre 2024 viene annunciata la nomina di Stéphane de La Faverie a nuovo Presidente e Amministratore Delegato e membro del consiglio di amministrazione, a partire dal 1º gennaio 2025: de La Faverie prenderà il posto di Freda, che ha annunciato la sua intenzione di ritirarsi dopo più di sedici anni di lavoro con l'azienda.

## Testimonial
La compagnia è da sempre conosciuta anche per i testimonial, scelti fra famosi attori e attrici o personaggi dello spettacolo, fra cui si ricordano Karen Graham, Bruce Boxleitner, Shaun Casey, Willow Bay, Pavlína Pořízková, Gwyneth Paltrow, Hilary Rhoda, Carolyn Murphy ed Elizabeth Hurley.

## Marchi
I suoi marchi principali sono:
- American Beauty
- Aramis
- Aveda
- BECCA Cosmetics
- Bobbi Brown
- Bumble and Bumble
- Clinique Laboratories
- Coach
- Daisy Fuentes
- Darphin
- DKNY
- Estée Lauder
- Flirt!
- GoodSkin Labs
- Grassroots
- Jo Malone

- Kate Spade
- Lab Series
- La Mer
- Kiton
- Make-up Art Cosmetics
- Michael Kors
- Missoni
- Ojon
- Origins
- Prescriptives
- Sean John
- Smashbox Cosmetics
- Tommy Hilfiger
- Tom Ford
- Too Faced
- Frédéric Malle